# Freedesktop.org

Il logo freedesktop.org

freedesktop.org (spesso abbreviato con fd.o) è un progetto volto all'interoperabilità e alla condivisione di tecnologie tra i desktop environment liberi, su Linux o altri sistemi operativi Unix. È stato fondato nel marzo 2000 da Havoc Pennington con il nome di X Desktop Group, da cui deriva l'acronimo "XDG" spesso usato.
I maggiori progetti desktop, GNOME, KDE ed XFCE, lavorano a stretto contatto con il progetto.

## Progetti ospitati
Freedesktop ospita e supporta numerosi progetti, tra cui:
- X.Org: l'implementazione ufficiale della specifica X11
- D-Bus: sistema di IPC
- Drag-and-drop: specifica di interoperabilità per il drag and drop
- HAL: implementazione open di hardware abstraction layer
- fontconfig: libreria per la gestione dei font
- Xft: libreria software che supporta l'antialiasing
- Cairo: libreria per la grafica vettoriale
- Direct Rendering Infrastructure, o DRI: interfaccia di accelerazione della rappresentazione grafica
- GStreamer: framework multimediale
- Mesa 3D: implementazione della specifica OpenGL
- XCB: rimpiazzamento della libreria Xlib
- Poppler: libreria per il rendering di documenti PDF
- Avahi: implementazione di Zeroconf
- Xesam: specifica di interoperabilità per il desktop search
- Wayland: un protocollo per server grafici

## Obiettivi
Lo scopo del progetto freedesktop.org non è quello di formalizzare veri e propri standard ma di intervenire concretamente per risolvere problemi di incompatibilità tra le diverse piattaforme.
1. Raccogliere specifiche esistenti, standard e documenti relativi all'interoperabilità in ambiente X e renderli disponibili in modo centralizzato
2. Promuovere lo sviluppo di nuove specifiche destinate all'utilizzo dei diversi desktop X
3. Integrare tali standard con altri promossi da Linux Standard Base e ICCCM
4. Lavorare sull'implementazione degli standard stessi
5. Fornire una piattaforma neutrale di condivisione, ove condividere idee
6. Promuovere gli standard tra gli sviluppatori di applicativi, commerciali e non
7. Provvedere repository, mailing list, hosting web ed altre risorse che permettano il raggiungimento degli obiettivi